# Schizomyia laporteae
Schizomyia laporteae är en tvåvingeart som beskrevs av Ephraim Porter Felt 1921. Schizomyia laporteae ingår i släktet Schizomyia och familjen gallmyggor. Inga underarter finns listade i Catalogue of Life.